# Matanza de Hebrón de 1929
La matanza de Hebrón o masacre de Hebrón fueron disturbios que se iniciaron el 23 de agosto de 1929 durante el Mandato británico de Palestina, perpetrados por una masa de árabes palestinos armados con bastones y cuchillos que se agruparon para asesinar a los judíos de Jerusalén y sus alrededores, desde donde se extendió al resto del territorio.
Los supervivientes se vieron obligados a huir de Hebrón, y sus bienes fueron aprehendidos y ocupados por los residentes árabes hasta después de la guerra de los Seis Días de 1967. Estos acontecimientos llevaron a la reorganización y al desarrollo de la organización de defensa judía, Haganá, que más tarde se convertiría en el núcleo de las Fuerzas de Defensa de Israel. 

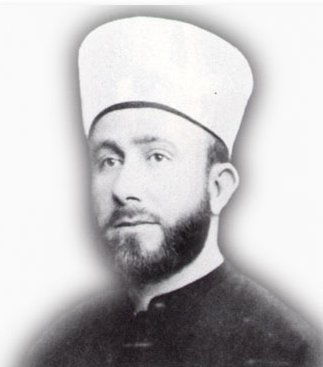
Amin al-Husayni, Gran Muftí de Jerusalén. Líder árabe y uno de los principales instigadores de la matanza.

## Antecedentes
Hebrón, situada 30 kilómetros al sur de Jerusalén, es el segundo sitio más sagrado y una de las cuatro ciudades santas del judaísmo. Es el lugar donde se encuentra la Cueva de Machpelah (hebreo: מערת המכפלה, Me-arat Hamachpelah], en la que está la Tumba de los Patriarcas, donde Abraham fue enterrado, y donde David fue ungido Rey de Israel y reinó allí hasta la captura de Jerusalén. La comunidad judía sefardí había vivido de forma continuada durante más de 800 años bajo diversas potencias imperiales, mientras que la comunidad ashkenazí había llegado al menos un siglo antes.
En Hebrón, a principios de los años 20, hubo un período de acoso árabe hacia la colectividad judía, con insultos en las calles, palizas ocasionales, ataques con piedras a través de las ventanas de sus hogares y ocasionalmente disturbios en la Cueva de los Patriarcas. Hasta el momento existía una relación amistosa entre las comunidades judía y árabe de Hebrón, a pesar de haber una fuerte tradición de hostilidad hacia los judíos. En ese período, la comunidad judía presentó varias denuncias ante la policía británica, reclamando que no se hacía lo suficiente para protegerlos. Los judíos atribuían algunos de los problemas a las actividades de los nacionalistas árabes de la Asociación Musulmana-Cristiana, que incluían la propaganda racista, canciones antijudías y otros incidentes.
En 1928, los musulmanes trataron de obtener de los británicos los derechos sobre el Muro Occidental, incluido el espacio utilizado por los judíos para el culto. Durante la renovación de las descuidadas mezquitas en Jerusalén, se pusieron en marcha nuevas actividades de construcción, en octubre de 1928. Ladrillos de la "construcción" cayeron "accidentalmente" sobre los fieles judíos en el Muro de las Lamentaciones. También los árabes soltaron una manada de mulas en el momento de la oración. Los almuédanos llamaban a sus fieles a la oración con el volumen en sus amplificadores muy alto, con el fin de perturbar la oración judía.
La comunidad judía, especialmente la de derecha, aceptó el reto. El movimiento revisionista exigió el control judío del muro. El 14 de agosto de 1929 se manifestaron más de seis mil judíos en Tel Aviv reclamando el control judío del Muro de los Lamentos con el lema: "El muro es nuestro". Esa misma noche, cerca de tres mil fieles se reunieron en el muro en Jerusalén para la oración, una gran multitud para el entonces muy estrecho espacio. Reaccionaron los árabes con una segunda manifestación; seguidamente el popular movimiento juvenil sionista Beitar entró en acción y se creó una escalada de violencia que asoló la ciudad de Jerusalén. Poco después se propagó entre la población árabe el falso rumor de un inminente asalto judío a la Mezquita de Al-Aqsa.
El 20 de agosto de 1929, después de los ataques árabes en Jerusalén, los dirigentes de la Haganá proponen proveer la defensa de los aproximadamente 800 judíos del Yishuv en Hebrón, o ayudarlos a evacuar. Pero los dirigentes de la comunidad judía de Hebrón desestimaron estas ofertas, insistiendo en que confiaban en la A'yan (intelectualidad de árabes notables) para protegerlos y contener a los sectores violentos. 
Los principales instigadores fueron Amin al-Husayni (quien posteriormente fue aliado de los nazis) y Arif Alárif. Este, junto con Husaini, fue responsable de varios disturbios anteriores y había sido nombrado oficial del Distrito de Beerseba. Arif Alárif realizó una visita a Hebrón poco antes de los ataques y predicó un sermón inflamatorio el jueves 22 de agosto. Los falsos rumores que fueron esparcidos hablaban de que los judíos habían dado muerte a los árabes en Jerusalén y habían incendiado la mezquita de Al-Aqsa o que los judíos planeaban construir una sinagoga cerca del Muro de las Lamentaciones.
El viernes siguiente, 23 de agosto, encolerizados por rumores de que los judíos estaban a punto de atacar Al-Aqsa, los árabes comenzaron a atacar a los judíos en la Ciudad Vieja de Jerusalén. Los rumores y la subsiguiente violencia se extendieron rápidamente a otras partes del Mandato Británico. Las peores matanzas se produjeron en Hebrón y Safed. Otros sanguinarios ataques tuvieron lugar en Motza, Kfar Uriyah y Tel Aviv.

## Los hechos
Un día antes de la matanza, el líder palestino y Gran Muftí de Jerusalén Amin al-Husayni incitó abiertamente a los árabes de Palestina a salir a matar judíos, lo que efectivamente se inició inmediatamente después de la plegaria de los viernes. 
Hebrón fue la ciudad donde los hechos adquirieron mayor gravedad: mientras la comunidad judía –que eran unos 800 y convivían pacíficamente junto a miles de vecinos árabes– estaba ya descansando en el shabat, 67 miembros fueron asesinados de forma brutal dentro de sus casas y sinagogas y 66 más resultaron heridos. Hebrón se convirtió en una ciudad de violaciones, terror y asesinatos. El ataque se realizó con toda clase de vejaciones, por lo que la población huyó despavorida y los supervivientes fueron transferidos a Jerusalén, dejando a Hebrón desprovista de su antiquísima comunidad judía, un hecho calificado de limpieza étnica.

Los disturbios [de 1929 en Palestina] se acompañaban de eslóganes militantes árabes como... "Palestina es nuestra tierra y los judíos nuestros perros..." [y] actos brutales cometidos por árabes... como las matanzas en Hebrón, donde los asesinos de niños los torturaban antes de matarlos. La comunidad judía en Palestina se encontró en medio de una ola de disturbios violentos que barrieron con furia los asentamientos y barrios judíos a lo largo y ancho del país. El peligro amenazaba ahora la supervivencia misma de la comunidad judía.

### Masacre de Safed
En Safed, los judíos sufrieron también una masacre, con alrededor de veinte asesinatos, incluidos mujeres, niños y ancianos. La masacre se extendió a lo largo del día siguiente hasta que la autoridad mandataria británica logró controlarla.

## Relatos específicos de la masacre

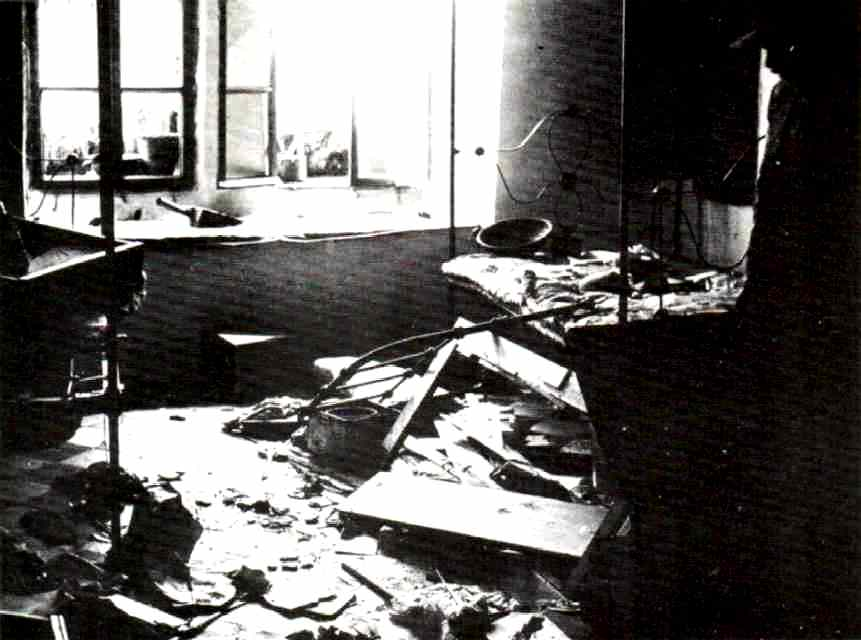
Escena de la destrucción producida por los motines árabes.

### La casa de Eliezer Dan Slonim
Eliezer Dan Slonim nació en Hebrón en 1900. Era hijo de Rabbi Yaakov Yosef, el rabino de Hebrón. Eliezer fue miembro del concejo de la ciudad, nombrado por el gobierno. También fue director del Anglo-Palestine Bank. Eliezer tenía excelentes relaciones con los británicos y los árabes, que le habían asegurado que no se producirían disturbios.
Baruch Katinka, un miembro de la Haganá, habló de su encuentro con Dan Eliezer poco antes de la masacre: 
Dos días antes de la masacre, nos dijeron acerca de la necesidad de ir a Hebrón, con 10 o 12 personas armadas para proteger el lugar. Creo que fueron 10 hombres y 2 mujeres... Llegamos a Hebrón después de la medianoche y entramos a la casa de Eliezer Dan Slonim, el gerente del banco en la zona y jefe de la comunidad judía. Nosotros lo despertamos y le dijimos que habíamos traído armas y personas para protegerlos. Comenzó a gritar y dijo que si quería armas las pediría, pero que no había necesidad de ellas porque él tiene un entendimiento con los árabes, que necesitan el crédito, que están bajo su influencia y que no les harían daño. Por el contrario, dijo, caras nuevas en Hebrón solo podría irritarlos. Durante la discusión, dos policías árabes nos apresaron y nos ordenaron ir al cuartel de policía. El oficial Cafferata se reunió con nosotros en pijamas y nos pregunto quienes somos y qué estábamos haciendo. Dijimos que salimos a dar una caminata. El oficial reclamó de cómo nos atrevíamos a caminar durante ese tiempo y dijo que debíamos regresar a Jerusalén acompañado por la policía. Dos hombres se quedaron con las maletas en la casa de Slonim. Tenían las bombas con ellos, pero al día siguiente ellos también regresaron a Jerusalén porque Slonim los obligó a salir de casa. Al día siguiente, se produjo la masacre ".
Después de que la primera víctima fuera asesinada el viernes, 40 personas se reunieron en la casa de Dan, confiando en que, debido a su influencia, no serían atacados. El sábado, los manifestantes se acercaron al rabino y le ofrecieron un trato. Si todos los estudiantes de la yeshivá Ashkenazi les fueran entregados a los árabes, los sediciosos salvarían las vidas de la comunidad Sefardí. El Rabino Slonim se negó a entregar a los estudiantes y fue muerto en el acto, junto con su esposa y su pequeño hijo de 4 años de edad (otro hijo de 3 años, sobrevivió). Finalmente, 12 judíos sefardíes y 55 judíos ashkenazíes fueron asesinados.

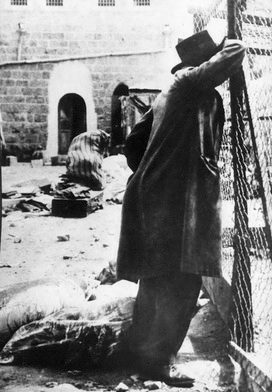
Un sobreviviente judío lamentándose tras la masacre.

## Raymond Cafferata
Después de que la masacre comenzó, la mayoría de los policías árabes abandonaron sus puestos, liderando a los amotinados hacia donde se escondían los judíos.
Cafferata testimonió ante la Comisión: 

«Al oír gritos en la habitación ingresé a través de un pasaje abovedado en una sala y vi un árabe en el momento de cortar la cabeza de un niño con una daga. Ya lo había golpeado y se disponía a golpearlo nuevamente, pero al verme se da vuelta y corrió sobre mí, pero se equivocó; fue prácticamente a la boca de mi fusil. Yo le disparé bajo, en la ingle. Detrás de él había una mujer judía cubierta de sangre con un hombre que me admitió ser un agente de policía llamado Issa, comisario de Jaffa. Él estaba de pie sobre la mujer con un puñal en la mano. Me vio y echó el cerrojo en una habitación adyacente gritandome en árabe: "Su Señoría, yo soy un agente de policía." ... Penetré en la habitación y le disparé."

Diecinueve familias árabes salvaron a decenas, quizá cientos, de judíos. Zmira Mani habló acerca de un árabe llamado Abu Id Zaitoun que fue a buscar a su hermano y a su hijo para rescatarla a ella junto con su familia. Abu y su familia protegieron a la familia Mani con sus espadas, posteriormente fueron escondidos en un sótano junto con otros judíos que también protegían. Al encontrar a un policía solicitaron que escoltase a la familia hasta el cuartel de la policía británica en Beit Romano.

## Consecuencias
El balance fue de 135 judíos asesinados por árabes, 110 árabes muertos por la policía británica mientras intentaba sofocar la revuelta y 6 o 7 árabes (dependiendo de las fuentes) asesinados por judíos.
El efecto de la tragedia fue muy profundo: acabó con la presencia judía en Hebrón y supuso un punto de inflexión irreversible en las relaciones entre judíos y árabes en Palestina. También afectó al enfoque de Gran Bretaña, la potencia colonial, que, lejos de mostrarse firme frente a la actitud árabe, empezó a cuestionarse la viabilidad del proyecto sionista y comenzó a hacer una reinterpretación a la baja de la Declaración Balfour.